# برگسون دا سیلوا
برگسون گوستاوو سیلویرا دا سیلوا (به پرتغالی: Bergson Gustavo Silveira da Silva) مهاجم اهل برزیل است که در شهر الگریت، برزیل و در تاریخ ۹ فوریهٔ ۱۹۹۱ به دنیا آمده‌است.
برگسون گوستاوو سیلویرا دا سیلوا در تیم‌های فوتبال Grêmio سابقهٔ حضور دارد.